# Karel Brückner
Karel Brückner (Olomouc, 13 novembre 1939) è un allenatore di calcio ed ex calciatore cecoslovacco, dal 1993 ceco.

## Carriera

### Giocatore
Da calciatore militò nel Sigma Olomouc, squadra della sua città, tra il 1955 e il 1972 e nel Baník Ostrava (1972-1973).

### Allenatore
Cominciò la carriera da tecnico nel 1973 con il Sigma Olomouc. Successivamente allenò anche Zbrojovka Brno, ZVL Zilina e Inter Bratislava (queste ultime due squadre militano, dal 1993, nel campionato slovacco) con un breve intermezzo nella Nazionale cecoslovacca Under-21 (1983-1984).
Dopo aver allenato la Nazionale ceca Under-21 (1998-2002), con cui ottenne un secondo posto agli Europei Under-21 2000 (persi in finale contro l'Italia di Marco Tardelli) e il titolo di Campione d'Europa di categoria 2002 (battendo ai rigori la Francia di Raymond Domenech), venne chiamato dalla federcalcio ceca ad allenare la Nazionale maggiore in seguito alla mancata qualificazione al campionato del mondo 2002.
Con lui in panchina la Nazionale si qualificò al campionato d'Europa 2004, dove fu sconfitta in semifinale dalla Grecia, e a Germania 2006, dove uscì al primo turno, piazzandosi nel proprio girone dopo Italia e Ghana e precedendo gli Stati Uniti.
Nonostante il fallimento in Germania Bruckner ottenne la riconferma in panchina e centrò la qualificazione al campionato d'Europa 2008. Nel corso delle qualificazioni la Repubblica Ceca batté la Germania, già qualificata, per 3-0 a Monaco di Baviera il 17 ottobre 2007. A meno di tre mesi dall'inizio del torneo annunciò che avrebbe lasciato l'incarico al termine di Euro 2008, competizione in cui la sua squadra è uscita al primo turno.
Dal 25 luglio 2008 al 2 marzo 2009 è stato il selezionatore dell'Austria.

## Statistiche d'allenatore

### Club
In grassetto le competizioni vinte.
| Stagione                   | Squadra                    | Campionato                 | Campionato | Campionato | Campionato | Campionato | Coppe nazionali | Coppe nazionali | Coppe nazionali | Coppe nazionali | Coppe nazionali | Coppe continentali | Coppe continentali | Coppe continentali | Coppe continentali | Coppe continentali | Altre coppe | Altre coppe | Altre coppe | Altre coppe | Altre coppe | Totale | Totale | Totale | Totale | Vittorie % | Piazzamento        |
| Stagione                   | Squadra                    | Comp                       | G          | V          | N          | P          | Comp            | G               | V               | N               | P               | Comp               | G                  | V                  | N                  | P                  | Comp        | G           | V           | N           | P           | G      | V      | N      | P      | %          | Piazzamento        |
| -------------------------- | -------------------------- | -------------------------- | ---------- | ---------- | ---------- | ---------- | --------------- | --------------- | --------------- | --------------- | --------------- | ------------------ | ------------------ | ------------------ | ------------------ | ------------------ | ----------- | ----------- | ----------- | ----------- | ----------- | ------ | ------ | ------ | ------ | ---------- | ------------------ |
| 1973-1974                  | Sigma Olomouc              | 4L                         | 30         | 18         | 8          | 4          | -               | -               | -               | -               | -               | -                  | -                  | -                  | -                  | -                  | -           | -           | -           | -           | -           | 30     | 18     | 8      | 4      | 60,00      | 1º, Promozione     |
| 1974-1975                  | Sigma Olomouc              | 3NL                        | 30         | 11         | 6          | 13         | -               | -               | -               | -               | -               | -                  | -                  | -                  | -                  | -                  | -           | -           | -           | -           | -           | 30     | 11     | 6      | 13     | 36,67      | 9º                 |
| 1975-1976                  | Sigma Olomouc              | 3NL                        | 30         | 14         | 7          | 9          | -               | -               | -               | -               | -               | -                  | -                  | -                  | -                  | -                  | -           | -           | -           | -           | -           | 30     | 14     | 7      | 9      | 46,67      | 4º                 |
| 1976-1977                  | Sigma Olomouc              | 3NL                        | 30         | 15         | 4          | 11         | -               | -               | -               | -               | -               | -                  | -                  | -                  | -                  | -                  | -           | -           | -           | -           | -           | 30     | 15     | 4      | 11     | 50,00      | 5º                 |
| 1977-1978                  | Sigma Olomouc              | 2CNL                       | 30         | 13         | 6          | 11         | -               | -               | -               | -               | -               | -                  | -                  | -                  | -                  | -                  | -           | -           | -           | -           | -           | 30     | 13     | 6      | 11     | 43,33      | 6º                 |
| 1978-1979                  | Sigma Olomouc              | 2CNL                       | 30         | 14         | 7          | 9          | -               | -               | -               | -               | -               | -                  | -                  | -                  | -                  | -                  | -           | -           | -           | -           | -           | 30     | 14     | 7      | 9      | 46,67      | 3º                 |
| 1979-1980                  | Prostějov                  | 3L                         | 30         | 21         | 5          | 4          | -               | -               | -               | -               | -               | -                  | -                  | -                  | -                  | -                  | -           | -           | -           | -           | -           | 30     | 21     | 5      | 4      | 70,00      | 1º, Promozione     |
| 1980-1981                  | Prostějov                  | 2CNL                       | 30         | 15         | 8          | 7          | -               | -               | -               | -               | -               | -                  | -                  | -                  | -                  | -                  | -           | -           | -           | -           | -           | 30     | 15     | 8      | 7      | 50,00      | 4º                 |
| Totale Železárny Prostějov | Totale Železárny Prostějov | Totale Železárny Prostějov | 60         | 36         | 13         | 11         |                 | -               | -               | -               | -               |                    | -                  | -                  | -                  | -                  |             | -           | -           | -           | -           | 60     | 36     | 13     | 11     | 60,00      |                    |
| 1981-1982                  | Zbrojovka Brno             | IL                         | 30         | 11         | 6          | 13         | -               | -               | -               | -               | -               | -                  | -                  | -                  | -                  | -                  | -           | -           | -           | -           | -           | 30     | 21     | 5      | 4      | 70,00      | 11º                |
| 1982-1983                  | Zbrojovka Brno             | IL                         | 30         | 8          | 7          | 15         | -               | -               | -               | -               | -               | -                  | -                  | -                  | -                  | -                  | -           | -           | -           | -           | -           | 30     | 8      | 7      | 15     | 26,67      | 15º, Retrocessione |
| Totale Zbrojovka Brno      | Totale Zbrojovka Brno      | Totale Zbrojovka Brno      | 60         | 19         | 13         | 28         |                 | -               | -               | -               | -               |                    | -                  | -                  | -                  | -                  |             | -           | -           | -           | -           | 60     | 19     | 13     | 28     | 31,67      |                    |
| 1983-1984                  | Sigma Olomouc              | 1CNL                       | 30         | 23         | 4          | 3          | -               | -               | -               | -               | -               | -                  | -                  | -                  | -                  | -                  | -           | -           | -           | -           | -           | 30     | 23     | 4      | 3      | 76,67      | 1º, Promozione     |
| 1984-1985                  | Sigma Olomouc              | IL                         | 30         | 10         | 11         | 9          | -               | -               | -               | -               | -               | -                  | -                  | -                  | -                  | -                  | -           | -           | -           | -           | -           | 30     | 11     | 6      | 13     | 36,67      | 6º                 |
| 1985-1986                  | Sigma Olomouc              | IL                         | 30         | 12         | 10         | 8          | -               | -               | -               | -               | -               | -                  | -                  | -                  | -                  | -                  | -           | -           | -           | -           | -           | 30     | 12     | 10     | 8      | 40,00      | 4º                 |
| 1986-1987                  | Sigma Olomouc              | IL                         | 30         | 9          | 7          | 14         | -               | -               | -               | -               | -               | CU                 | 2                  | 0                  | 1                  | 1                  | -           | -           | -           | -           | -           | 32     | 9      | 8      | 15     | 28,13      | 14º                |
| 1988-1989                  | Žilina                     | 1SNFL                      | 30         | 17         | 10         | 3          | -               | -               | -               | -               | -               | -                  | -                  | -                  | -                  | -                  | -           | -           | -           | -           | -           | 30     | 17     | 10     | 3      | 56,67      | 2º                 |
| 1989-1990                  | Vítkovice                  | IL                         | 30         | 12         | 5          | 13         | -               | -               | -               | -               | -               | -                  | -                  | -                  | -                  | -                  | -           | -           | -           | -           | -           | 30     | 12     | 5      | 13     | 40,00      | 9º                 |
| 1990-1991                  | Sigma Olomouc              | IL                         | 30         | 16         | 5          | 9          | -               | -               | -               | -               | -               | -                  | -                  | -                  | -                  | -                  | -           | -           | -           | -           | -           | 30     | 16     | 5      | 9      | 53,33      | 3º                 |
| 1991-1992                  | Sigma Olomouc              | IL                         | 30         | 17         | 9          | 4          | -               | -               | -               | -               | -               | CU                 | 8                  | 5                  | 2                  | 1                  | -           | -           | -           | -           | -           | 38     | 22     | 11     | 5      | 57,89      | 3º                 |
| 1992-1993                  | Sigma Olomouc              | IL                         | 30         | 14         | 7          | 9          | -               | -               | -               | -               | -               | CU                 | 6                  | 3                  | 0                  | 3                  | -           | -           | -           | -           | -           | 36     | 17     | 7      | 12     | 47,22      | 5º                 |
| gen.-giu. 1994             | Petra Drnovice             | 1L                         | 15         | 7          | 3          | 5          | -               | -               | -               | -               | -               | -                  | -                  | -                  | -                  | -                  | -           | -           | -           | -           | -           | 15     | 7      | 3      | 5      | 46,67      | 10º                |
| 1995                       | Inter Slovnaft Bratislava  | SL                         | ?          | ?          | ?          | ?          | CS              | 4               | 1               | 2               | 1               | -                  | -                  | -                  | -                  | -                  | -           | -           | -           | -           | -           | 4      | 1      | 2      | 1      | 25,00      | 3º                 |
| 1995-1996                  | Sigma Olomouc              | 1L                         | 30         | 19         | 4          | 7          | CR              | 1               | 0               | 0               | 1               | -                  | -                  | -                  | -                  | -                  | -           | -           | -           | -           | -           | 31     | 19     | 4      | 8      | 61,29      | 2º                 |
| 1996-1997                  | Sigma Olomouc              | 1L                         | 30         | 10         | 10         | 10         | CR              | 4               | 1               | 2               | 1               | CU                 | 2                  | 1                  | 0                  | 1                  | -           | -           | -           | -           | -           | 36     | 12     | 12     | 12     | 33,33      | 8º                 |
| Totale Sigma Olomouc       | Totale Sigma Olomouc       | Totale Sigma Olomouc       | 450        | 215        | 105        | 130        |                 | 5+              | 1+              | 2+              | 2+              |                    | 18                 | 9                  | 3                  | 6                  |             | -           | -           | -           | -           | 473    | 225    | 110    | 138    | 47,57      |                    |
| Totale carriera            | Totale carriera            | Totale carriera            | 645+       | 306+       | 149+       | 190+       |                 | 9+              | 2+              | 4+              | 3+              |                    | 18                 | 9                  | 3                  | 6                  |             | -           | -           | -           | -           | 672    | 317    | 156    | 199    | 47,17      |                    |

## Palmarès

### Giocatore
- Coppa di Cecoslovacchia: 1

Banik Ostrava: 1972-1973

### Allenatore

#### Club
- Coppa di Slovacchia: 1

Inter Bratislava: 1994-1995

#### Individuale
- Allenatore cecoslovacco dell'anno: 1

1985
- Allenatore ceco dell'anno: 6

2001, 2002, 2003, 2004, 2005, 2007